# Chiesa cattolica palmariana
La Chiesa cattolica palmariana, talvolta in breve Chiesa palmariana, ufficialmente Chiesa Cristiana Palmariana dei Carmelitani del Santo Volto (in spagnolo: Iglesia Cristiana Palmariana de los Carmelitas de la Santa Faz), è una Chiesa cattolica scismatica, retta da un proprio pontefice, attualmente Pietro III. È solitamente considerata come parte dei movimenti conclavisti.
La chiesa palmariana riconosce papa Paolo VI come martire della Chiesa universale e predecessore dei veri papi palmariani, sebbene questi fosse stato un oppositore della stessa chiesa palmariana, giungendo a scomunicarla (circostanza negata o comunque sminuita dai palmariani, i quali sostengono che Paolo VI non si schierò mai contro di loro).

## Storia

### Origini

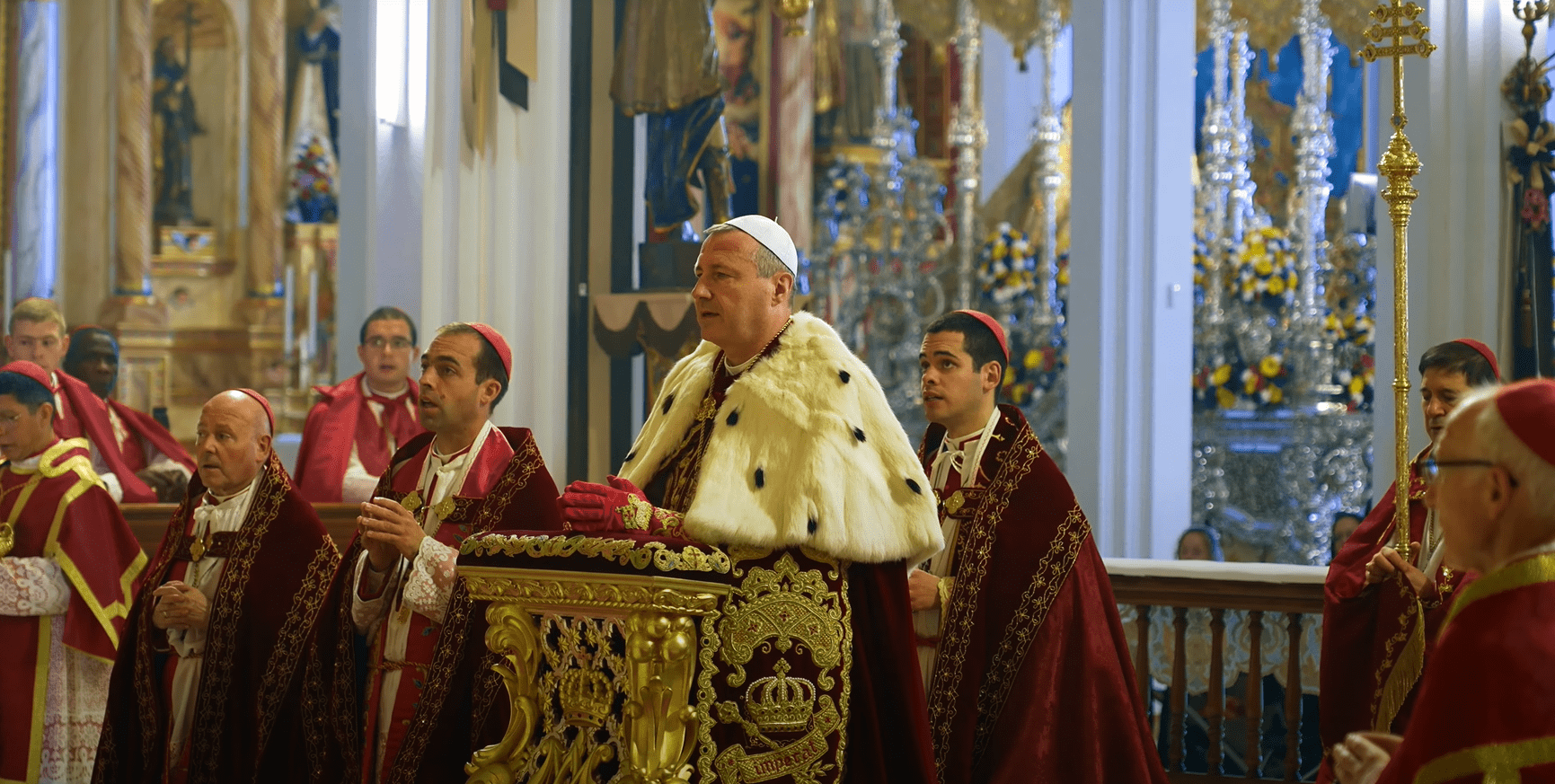
Messa pontificale presieduta da papa Pietro III nella cattedrale di Palmar de Troya

La Chiesa palmariana trasse origine da delle presunte apparizioni mariane avvenute nei pressi di Palmar de Troya, in Andalusia, dal marzo del 1968. Quattro studentesse, Ana, Josefa, Rafaela e Ana María, dissero di aver visto la Madonna appoggiata a un albero presso un terreno agricolo chiamato La Alcaparrosa, a un chilometro dal villaggio di Palmar de Troya, frazione di Utrera, nella provincia di Siviglia. Molte persone recatesi in quello stesso luogo giurarono di aver visto sempre la Madonna, supportando le visioni con l'avvenimento di miracoli simili a quelli di Fatima e Garabandal. 
Questo culto iniziò ad avere molti sostenitori, tra cui diversi sacerdoti cattolici. Tra le persone che ebbero queste visioni vi fu anche Clemente Domínguez, assicuratore di Siviglia il quale, gradualmente, divenne il principale sostenitore delle apparizioni. Nonostante ciò, il vescovo del luogo non riconobbe le visioni e stabilì che fossero irrilevanti. Domínguez sosteneva però che la Madonna gli aveva dato le istruzioni per liberare la Chiesa cattolica dall'eresia e dal progressismo del comunismo.
Nel 1975, Domínguez fondò un nuovo ordine religioso, l'Ordine dei Carmelitani del Santo Volto, che non venne riconosciuto da papa Paolo VI (che pure viene onorato come papa-martire dai palmariani). L'ordine venne inizialmente retto solo da laici, ma con il passare del tempo venne sempre maggiormente sostenuto da religiosi spagnoli, portoghesi e statunitensi.

### La consacrazione dei vescovi e la scomunica del movimento
Per poter celebrare adeguatamente i sacramenti, però, il gruppo di Domínguez necessitava di avere vescovi propri. Dopo aver provato invano a convincere mons. Marcel Lefebvre, Domìnguez ed i suoi seguaci riuscirono però a contattare un altro Prelato missionario: Mons. Pierre Martin Ngô Đình Thục, già Arcivescovo di Huế nel Vietnam e fratello dell'assassinato presidente Ngô Đình Diệm. 
Egli, giunto a Palmar de Troya nel Natale del 1975, conferì a Domínguez e al suo braccio destro Manuel Corral (suo futuro successore alla guida della Chiesa palmariana) l'ordine sacerdotale il 1º gennaio 1976. Dieci giorni più tardi, l'11 gennaio, lo stesso Thuc li consacrò vescovi insieme ad altre tre persone. Dato che avevano ricevuto il sacramento dell’Ordine senza il permesso della Santa Sede, secondo quanto previsto dal diritto canonico tutti protagonisti dell'atto incorsero nella scomunica latae sententiae da parte di Roma. Domìnguez e Corral, per tutta risposta, si rifiutarono di riconoscere l'autorità della Chiesa romana e proseguirono la loro attività pastorale come se nulla fosse.

### Pretese al papato e il rapporto con la chiesa di Roma
Alla morte di Paolo VI, nel 1978, Domínguez creò una propria Santa Sede a Siviglia, pretendendo di essere stato misticamente incoronato pontefice da Gesù Cristo in persona durante una visione. Egli prese il nome di Gregorio XVII, e incominciò a nominare i propri cardinali, slegati da titoli cardinalizi. Da questo momento, l'Ordine dei carmelitani del Santo Volto si tramutò nella Chiesa cattolica palmariana vera e propria. Tale cambiamento fece perdere alcuni fedeli alla congregazione dal momento che alcuni non intendevano entrare in contrasto diretto con la chiesa di Roma.
A differenza di altri antipapi nella storia, però, il papa della Chiesa palmariana non pretese il titolo di vescovo di Roma. Inoltre, i palmariani sostengono che sia stato Cristo stesso a investire il pontefice palmariano del titolo di patriarca dell'Ovest e sommo pontefice. Venne costruita una grande cattedrale nel villaggio di Palmar de Troya, dove avevano avuto luogo le prime apparizioni mariane. Il 30 marzo 1980 venne aperto ufficialmente il Concilio Palmariano I, il quale, dopo essersi concluso nel 1992, produsse il Credo palmariano in alternativa a quello cattolico romano, come pure nel 1983 venne approvato il nuovo rito della messa nella forma tridentina-palmariana.
Nel contempo, Gregorio XVII aveva cercato a ogni modo di formalizzare giuridicamente il nuovo culto da lui inaugurato, pur trovando profonde opposizioni non solo nel mondo cattolico, ma anche e soprattutto da parte dello stato spagnolo, secondo il quale gli atteggiamenti dell'organizzazione istituita da Domínguez configuravano chiaramente il reato di "usurpazione di titoli ed onori". L'ordine palmariano decise quindi di aggirare l'ostacolo qualificandosi come associazione religiosa, ottenendo il permesso a operare in questa forma il 2 novembre 1987 dalla Suprema Corte Spagnola.
Dal 1997 e sino al 2001, perdurò il I sinodo palmariano dal cui consiglio dei vescovi palmariani venne prodotta la Sacra Storia o Sacra Bibbia palmariana.

### Il gruppo nel terzo millennio
La Chiesa palmariana disponeva, al 2016, di 32 vescovi, 60 sacerdoti, 40 monache e circa 1.500 seguaci.
Essa dispone di proprie cappelle:
- in Spagna (Palmar de Troya, Siviglia, Granada, Bermeo, Hernani, La Bañeza, Barcellona, Gran Canaria, Madrid, Oliva, Sabadell, Santander, Valencia)
- nel Regno Unito (Londra, Southport, Manchester, e in Scozia a Hamilton)
- in Irlanda (Belfast, Dublino, Gorey, Thurles, Portaferry)
- in Italia (Cengles, fraz. di Lasa, San Candido)
- in Germania (Augusta, Berlino, Bottrop, Delbrück, Grafing bei München, Kempten, Magonza, Niederschopheim, Nonnenbach, Unterschwandorf)
- in Svizzera (Aadorf, Andermatt, Jaun, Oberwil)
- nel Liechtenstein (Triesenberg)
- in Austria (Böhlerwerk, Hollenstein[quale località?], Kitaeck, Leonding, Ludersdorf[non chiaro], Mittlern, Oberperfuss, Salisburgo, Sollenau, Vergein)
- in Polonia
- in Russia
- negli Stati Uniti (Arkdale, Chicago, Livingston Manor, Sonoma, Tacoma, Yelm)
- nelle Antille Olandesi (Bonaire, Curaçao)
- in Australia
- in Nuova Zelanda
- in Argentina (Buenos Aires, Arequito, Deán Funes, Santa Fe, Mar del Plata, Mendoza, Sierra Chica, Tandil, Villa Diamante)
- in Paraguay (Julio Augusto Saldivar, Ciudad del Este, Villa Elisa)
- in Perù (Huancayo, Lima, Pisco, Piura Partidores, Santa Rosa)
- in Venezuela (Rural Tapa la Lucha)
- in Nigeria (Abatete, Abuja, Akpim, Asaba, Awkuzu, Enugu, Ihitta Ogada, Lagos, Nguru Mbaise)
- in Kenya (Nguru Dawida, Ngange Nyika, Taveta, Migwani, Wudany)
- nelle Filippine (San Ramón)
- in Brasile (Aracaju, Atibaia, Buerarema, Belo Horizonte, Ilhéus, Passo Fundo, Rio de Janeiro, San Paolo del Brasile, Victoria)

Dal 1983 la Chiesa palmariana ha drasticamente riformato i riti della propria liturgia, che precedentemente si erano ravvicinati a quelli della messa tridentina, riducendo la celebrazione al solo momento eucaristico. Dal 2004 è stata anche realizzata una nuova versione della Bibbia, rivisitata dallo stesso Domínguez per dichiarata autorità profetica.
Questo ha portato alla nascita di un ulteriore gruppo di dissidenti pseudo-palmariani ad Archidona, sempre in Spagna. Il 10 aprile 1984, davanti alla tomba di San Pietro al Vaticano, questi intronizzarono come loro Papa Pietro Atanasio II, di Bruxelles, già presbitero della Chiesa cattolica palmariana col nome di Padre Isidoro Maria. Egli fu autore di una corposa enciclica: In Nomine Domini.

### Scismi interni e ritorni alla chiesa di Roma
Tra il 1978 e il 1983, molti aderenti alla Chiesa palmariana, incluso il vescovo Maurice Revaz, si riconciliarono con la Chiesa cattolica di Roma.
Dal 1997 vi sono stati inoltre alcuni scismi interni, dovuti alla pubblica confessione, avvenuta nel corso di un'omelia, di Gregorio XVII di aver compiuto degli abusi su alcune suore dell'ordine e della sua inclinazione all'alcool. Malgrado il pontefice palmariano avesse altresì confessato di aver fatto penitenza per i peccati compiuti e di aver voluto pubblicamente dichiarare il fatto per dimostrare come nessuno eccetto Dio rappresenti la perfezione, nemmeno la guida della chiesa palmariana, questo ha fatto sì che alcuni si allontanassero dal movimento. Questo scisma, che fu quello di portata maggiore, ha portato alla creazione di una chiesa palmariana parallela in esilio in Argentina che disconosce tutti i pontefici palmariani successivi a Gregorio XVII.
Il 7 novembre 2000, Gregorio XVII ha espulso 18 vescovi e 7 monache dall'ordine accusandoli di eresia e di pianificare un piano per detronizzare il papa regnante.
Dopo le sue dimissioni, Gregorio XVIII si è riconciliato con la Chiesa cattolica.

## Posizioni teologiche
Santísima Trinidad, Padre, Hijo y Espíritu Santo:
Existente eternamente por Sí mismo,
Espíritu Purísimo y Simplicísimo,
Eterno, Vivo, Omnipotente, y Creador.
Una sola Divinidad en Esencia
y tres Personas realmente distintas,
pero entre Sí coiguales y coeternas.»
Santissima Trinità, Padre, Figlio e Spirito Santo:
Esistente in eterno per sé medesimo,
Spirito purissimo e semplicissimo,
Eterno, vivo, onnipotente e creatore.
Una sola Divinità nell'essenza,
e tre persone realmente distinte,
però tra di loro coeguali e coeterne.»
(Estratto del Credo Palmariano)

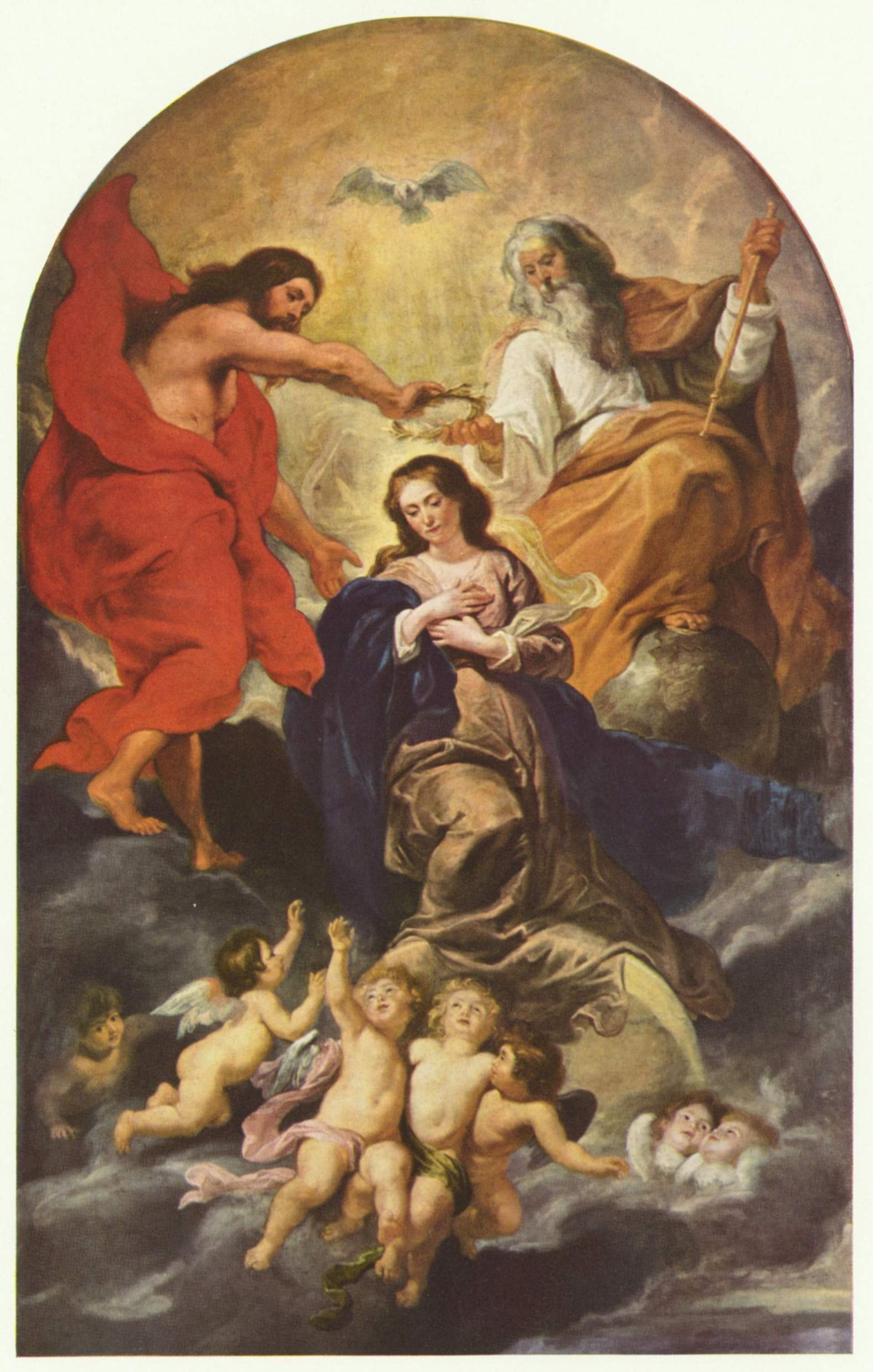
La figura di Maria riveste un ruolo centrale nella teologia palmariana. Secondo i palmariani, l'assunzione e l'incoronazione di Maria da parte del Figlio e di Dio l'avrebbe posta al medesimo rango

La chiesa cattolica palmariana riprende molte delle caratteristiche della chiesa cattolica romana precedente al Concilio Vaticano II, svoltosi dal 1962 al 1965. La chiesa cattolica palmariana è chiaramente contraria alle riforme espresse dal medesimo Concilio, trovando affinità nelle tesi espresse dall'arcivescovo conservatore Marcel Lefebvre fondatore della Fraternità Sacerdotale San Pio X. 
La visione apocalittica della chiesa palmariana si esplicava anche nel messaggio ricevuto sempre dal primo pontefice palmariano secondo la quale, al ritorno di Cristo sulla terra, vi sarebbe una distinzione chiara tra buoni cristiani e bestemmiatori.
Al centro dell'insegnamento della chiesa palmariana vi è la figura di Maria la quale, secondo la teologia di questa chiesa:
- è stata elevata da Cristo al suo medesimo rango con l'assunzione,
- detiene un sacerdozio inferiore al sacerdozio di Cristo, ma superiore al sacerdozio ministeriale ordinario,
- è presente realmente nell'eucaristia accanto a Gesù Cristo,
- con l'ordinazione, il presbitero sposa misticamente Maria,
- oltre a Maria vi sono anche altre persone al mondo nate senza la contaminazione del peccato originale,
- non vi è solo un Anticristo, ma anche una "Antimaria".

Secondo l'insegnamento della chiesa palmariana, Maria è indicata come dispensatrice di tutte le grazie, corredentrice e regina del cielo e della terra. La chiesa palmariana ha derivato questi assunti teologici dal pensiero della serva di Dio María di Ágreda, il cui processo di beatificazione nella chiesa cattolica è iniziato nel 1673 e non si è ancora concluso, mentre per la chiesa palmariana la mistica spagnola è già considerata santa e dottoressa della chiesa. Dopo Maria, anche Giuseppe ha il ruolo di corredentore in quanto, dopo la sua morte, è stato portato in cielo nel corpo e nell'anima da Gesù Cristo.

### Riti e pratiche religiose
Le messe celebrate nel rito palmariano sono esclusivamente in latino e col tempo sono state riformate ai soli momenti dell'offertorio, della consacrazione e della comunione per evitare che i fedeli distolgano l'attenzione dal momento fulcro principale della religione, che è appunto quello dell'Eucaristia. Le donne possono prendere parte alle celebrazioni purché col velo sul capo e in abiti formali; sempre per le donne è prescritto l'uso obbligatorio della gonna, giustificando questo fatto con un passo del Deuteronomio. Al fedele palmariano è chiesto di diffidare della cinematografia del mondo pagano ed è fatto divieto assoluto di rivolgere la parola agli ex membri della chiesa Palmariana. I fedeli palmariani possono avere accesso all'eucaristia che viene concessa unicamente in ginocchio e per via orale, senza la possibilità di toccare direttamente la particola.
Grande importanza nella chiesa palmariana riveste il momento del battesimo, che deve essere somministrato entro otto giorni dalla nascita del bambino, seguito poco dopo dal sacramento della cresima. È possibile ricevere il battesimo anche da adulti, anzi negli anni si sono registrati molti battesimi in età adulta dato che molti degli aderenti alla chiesa palmariana provengono da altre confessioni religiose. I momenti del battesimo palmariano servono a instillare nel nuovo nato una goccia del "sangue della Vergine Maria" che gli consente di rafforzare la lotta che per tutta la vita dovrà affrontare quotidianamente contro Satana. Tale goccia può essere rafforzata con le buone azioni, diminuire con quelle negative oppure scomparire del tutto coi peccati più gravi. La confessione si qualifica come l'atto supremo per rientrare in grazia con Dio.
Il quinto sacramento della chiesa palmariana è l'estrema unzione, che rafforza la relazione della persona con Cristo e con Maria in preparazione della morte, incrementandone ulteriormente la forza della goccia di sangue instillata col battesimo. Per la chiesa palmariana molto rilevante è anche il matrimonio, il cui fine principale è la procreazione con l'intento di dare nuovi membri alla chiesa palmariana e a Dio.
La chiesa palmariana riconosce l'uso della veste talare, ma non ha predisposto una veste corale, che viene sostituita dai paramenti liturgici del celebrante preconciliare, ridotti all'uso del rocchetto, della pianeta e del piviale. Per tutti i gradi degli ordini ecclesiastici palmariani, a eccezione delle confraternite, è abolito l'uso della mozzetta. La cappa magna, di seta rossa, è riservata unicamente al pontefice palmariano, il quale la indossa unitamente a una mozzetta di ermellino. I colori liturgici utilizzati sono i medesimi del periodo preconciliare.
L'organizzazione è estremamente gelosa della propria riservatezza e pertanto difficilmente consente l'ingresso di estranei o di fotografi durante i suoi momenti religiosi, salvo rare eccezioni. Nonostante questo, durante il pontificato di Pietro III si è avuta un'apertura nei confronti del mondo di internet e dei social media che ha spinto l'organizzazione a utilizzare Facebook, Instagram, Twitter, Pinterest e YouTube per promuovere e far conoscere al mondo le proprie attività.
|      |         |                    |
| Papa | Vescovo | Sacerdote, Diacono |

### Santi e scomuniche

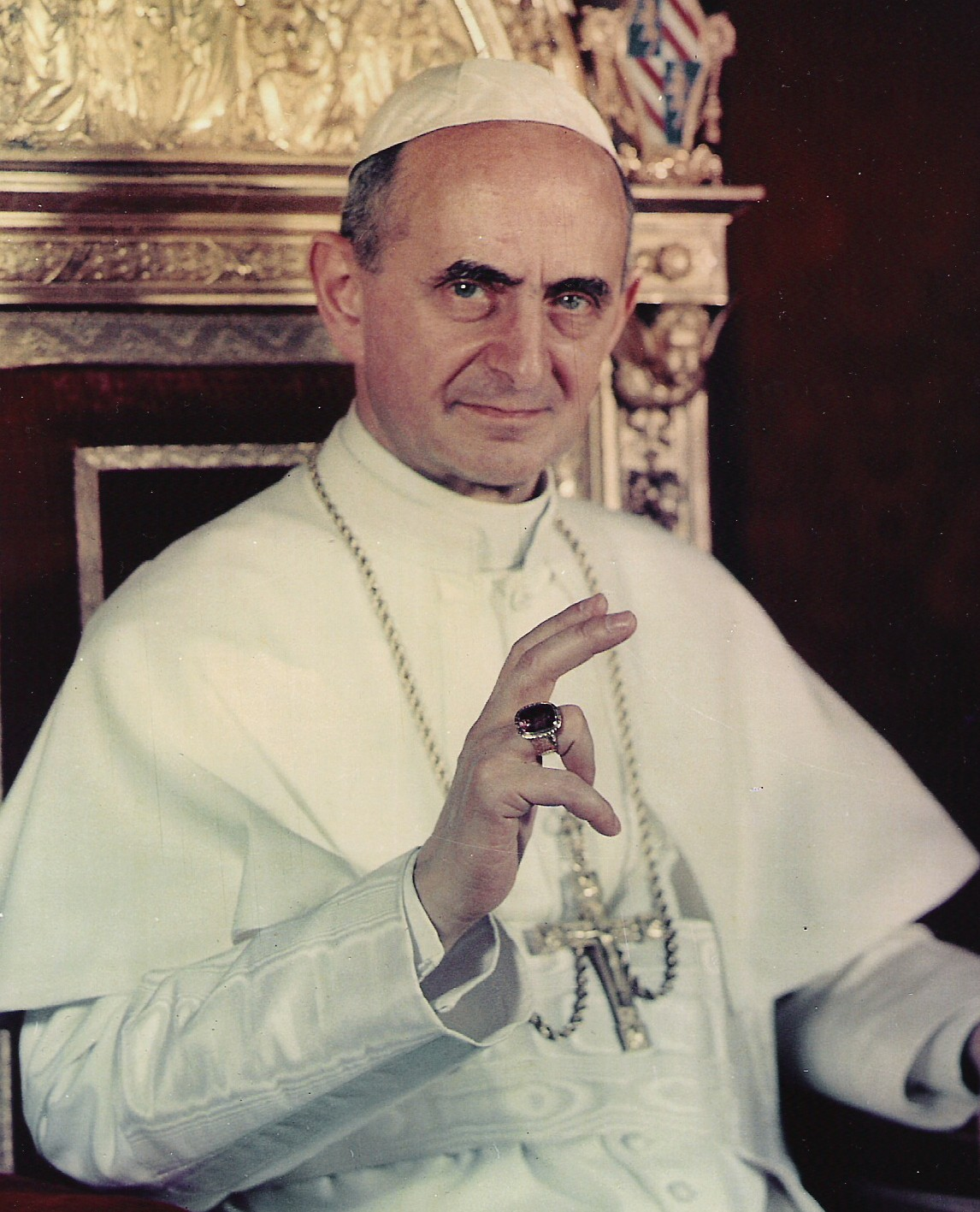
Papa Paolo VI, sebbene scomunicò la Chiesa palmariana, non solo è considerato l'ultimo papa legittimo della vera chiesa di Cristo ma è stato addirittura canonizzato dalla chiesa palmariana. È uno dei santi che la chiesa palmariana ha in comune con quella cattolica di Roma.

Clemente Domínguez, come papa di una nuova Chiesa, dichiarò falsa dottrina quella della Chiesa cattolica romana e scomunicò papa Giovanni Paolo II, re Juan Carlos I di Spagna, tutti i sacerdoti, i vescovi e i cardinali cattolici nominati dopo la morte di papa Paolo VI, tutti coloro che avessero pubblicamente appoggiato gli enunciati del Concilio Vaticano II e tutti coloro che avessero visto il film Jesus Christ Superstar, giudicato il più impuro e immorale dalla Chiesa palmariana. Vennero congiuntamente scomunicati tutti i comunisti e tutti i socialisti, oltre ai preti operai.
Attualmente permangono nella scomunica re Filippo VI di Spagna e tutti i membri della famiglia reale, oltre a tutti i leader religiosi e politici che si sono espressi pubblicamente contro la chiesa palmariana.
La condanna delle tesi emanate dal Concilio a Roma, secondo la chiesa palmariana, pervennero al primo pontefice della chiesa scismatica direttamente da Gesù e da Maria che gli sarebbero apparsi rivelandogli la vera vita, oltre alla condanna del marxismo e del capitalismo.
Gregorio XVII, d'altro canto, canonizzò Francisco Franco, Luis Carrero Blanco, Josemaría Escrivá de Balaguer, José Antonio Primo de Rivera, Francisco Jiménez de Cisneros, José Calvo Sotelo, il cardinale conservatore Alfredo Ottaviani, l'ex arcivescovo cattolico vietnamita Pierre Martin Ngô Đình Thục, Don Pelayo delle Asturie e Cristoforo Colombo. Papa Paolo VI, riconosciuto legittimo, venne dichiarato santo martire e legittimo predecessore di Gregorio XVII. Giovanni XXIII, Paolo VI, San Pio da Pietrelcina e Josemaría Escrivá de Balaguer sono inoltre gli unici quattro santi, canonizzati dalla Chiesa cattolica dopo la fondazione di quella palmariana, che siano riconosciuti anche da quest'ultima. La figura di padre Pio, in particolare, è legata a Palmar de Troya in quanto sarebbe stato protagonista di alcune apparizioni.

### Dogmi e precetti
È stato proclamato dogma la perfetta identità tra corpo fisico di Gesù Cristo, corpo eucaristico e corpo mistico.
Di conseguenza, i palmariani credono che nell'eucaristia, oltre a Gesù, ci sia la presenza reale di tutti i santi e principalmente della Madonna.

### Festeggiamenti della Pasqua
Sergio María (Gregorio XVIII) ha assegnato una data fissa alla Pasqua, da celebrarsi il 27 marzo di ogni anno, indipendentemente dai calcoli lunari e dal giorno della settimana. Pietro III (Josef Odermatt) ha fissato la data del venerdì santo obbligatoriamente al 25 marzo di ogni anno.

## Organizzazione ecclesiastica
La struttura ecclesiastica palmariana, come quella cattolica, è organizzata secondo tre gradi del sacramento dell'ordine sacro. In ordine crescente di pienezza essi sono:
- Diacono, collabora con il vescovo e con i presbiteri nella modalità del servizio.
- Presbitero (o prete, o sacerdote), collabora con il vescovo come suo sostituto;
- Vescovo, che rappresenta la successione degli apostoli.

Come nella religione cattolica, ai tre gradi dell'ordine sacro corrispondono diversi munera ossia poteri quanto alla celebrazione, alla potestà di governo e all'annuncio del Vangelo.
Il diacono svolge eminentemente funzioni di servizio nel ministero dell'altare, della parola e della carità. Può tenere delle benedizioni.
Il presbitero coopera al ministero del vescovo e ne assume alcune potestà quali la celebrazione dei sacramenti (esclusi l'ordine e la confermazione), dei sacramentali, la presidenza delle celebrazioni liturgiche, l'annuncio della parola. Il presbitero palmariano può ottenere dal vescovo la responsabilità della gestione di una cappella o di una chiesa palmariana nel mondo. Secondo la pratica palmariana, con il celibato obbligatorio, il sacerdote fortifica ancora di più la propria devozione nei confronti del Signore; il sacerdozio non è ammesso per le donne.
Il vescovo, infine, ha la pienezza dell'ordine sacro. Amministra in prima persona tutti i sacramenti e sacramentali o può delegare altri vescovi o presbiteri, come nel caso della cresima o dell'esorcismo. I vescovi possono ottenere il titolo di arcivescovi o di patriarchi, pur non godendo del governo di una specifica diocesi. Curiosamente, negli anni, la chiesa palmariana ha nominato più vescovi che sacerdoti.

### I cardinali
Sino agli anni '90, a coloro che hanno ricevuto il sacramento dell'ordine poteva essere conferito il titolo di cardinale a indicare i più stretti collaboratori del pontefice. Essi, per esplicita volontà del pontefice palmariano, erano in numero di 26 come i primi consacrati dell'ordine (visti come i legittimi successori degli apostoli) ed erano posti a capo di alcune commissioni particolari (come avviene per la religione cattolica) nei seguenti ambiti: liturgia, culto, vocazioni, missioni, propaganda della fede e inquisizione.
Il titolo di cardinale, a ogni modo, venne infine abolito definitivamente dallo stesso Gregorio XVII nel 1995 perché ritenuto troppo simile ai dettami della chiesa cattolica. I cardinali precedentemente nominati dallo stesso Gregorio XVII persero dunque tutti la qualifica e il privilegio, mantenendo unicamente il titolo di vescovi. La perdita di questo collegio di cardinali, creatosi dagli albori della chiesa palmariana, creò non pochi risentimenti interni all'ordine, numerosi abbandoni e anche l'idea latente (divenuta poi sempre più realistica) che il pontefice palmariano intendesse governare la sua stessa chiesa in maniera sempre più autocefala e indipendente; questo divenne ancora più chiaro quando nel 2005, alla morte di Gregorio XVII, si venne a sapere che questi aveva nominato il proprio successore nella persona di Manuel Corral, escludendo quindi l'elezione del nuovo pontefice tramite una qualsivoglia consultazione né tra gli ex cardinali, né tra i vescovi dell'ordine. Tale disciplina di nomina del proprio successore nell'atto del proprio testamento (o addirittura ancora prima) è stata seguita anche da tutti i successori di Gregorio XVII che hanno sempre scelto per tale incarico sinora i propri segretari di stato, e quindi il proprio collaboratore più stretto nell'amministrazione dell'intera chiesa palmariana.
Il titolo di cardinale è stato formalmente mantenuto solo per i due più alti collaboratori del pontefice palmariano, il segretario e il vicesegretario di stato della chiesa palmariana.

### Monache carmelitane del Santo Volto
Sin dai primi anni della sua costituzione, la chiesa palmariana ha disposto anche di un ordine femminile di circa un centinaio di monache (oggi ridottesi a circa la metà) che prendono il nome di carmelitane del Santo Volto. Queste vivono in stretta clausura rispetto al mondo esterno e sono guidate da una madre superiora. Molte di queste provengono da esperienze precedenti in monasteri cattolici, mentre altre non hanno mai avuto contatti con l'esperienza di vita religiosa. L'abito tipico delle monache carmelitane del Santo Volto consiste in una tunica marrone, uno scapolare bianco, un collarino nero e un velo color Borgogna che può essere sostituito da uno totale di veletta nera che copre anche il volto sino alle braccia durante le processioni esterne e penitenziali.

### Terziari dell'Ordine carmelitano del Santo Volto
Tutti i fedeli palmariani non consacrati sono compresi di diritto nel terz'ordine dell'Ordine carmelitano del Santo Volto, ovvero si offrono di vivere i principi della chiesa palmariana nel proprio stato secolare, osservando una regola specifica approvata dalla chiesa palmariana.

## Pontefici della Chiesa Cattolica Palmariana
Come nella chiesa cattolica romana, sin dalla sua costituzione, la chiesa palmariana ha ritenuto importante fondare la chiesa sulla presenza di un nuovo pontefice che si ponesse in continuità coi predecessori anteconciliari ritenuti gli unici legittimi dal movimento. Sino alla morte di Paolo VI nel 1978, infatti, la Chiesa cattolica palmariana ha accettato come valide tutte le precedenti elezioni di pontefici romani da San Pietro perché ritenute non scismatiche rispetto ai dettami del movimento.
In pieno spirito preconciliare, il pontefice palmariano è contraddistinto esteriormente dall'uso del triregno (quello attualmente in uso è stato realizzato sotto il pontificato di Gregorio XVII), del manto papale e delle chiroteche che indossa durante la maggior parte dei momenti pubblici e delle funzioni della chiesa palmariana, alle quali è introdotto tramite la sedia gestatoria o il baldacchino. Utilizza la ferula papale con la croce patriarcale a tre braccia. I paramenti ecclesiastici utilizzati dal pontefice palmariano come del resto quelli di tutti gli altri membri del clero, sono chiaramente ispirati a stili preconciliari. Una particolarità tipica del pontefice palmariano è quella di indossare, con l'abito talare, la berretta di colore bianco con fiocco del medesimo colore. A livello araldico, il pontefice palmariano ha mantenuto la tradizione di utilizzare le chiavi di San Pietro decussate dietro lo stemma e l'uso del triregno araldico sopra l'insegna.
Ha il titolo di Sommo Pontefice e di patriarca dell'ovest, ma non ha mai reclamato il titolo di vescovo di Roma come invece hanno fatto altri antipapi nella storia, non intendendo quindi legittimare la chiesa cattolica e la sede romana.
Secondo le normative della chiesa palmariana, il pontefice ha potere assoluto e in materia teologica e religiosa gode dell'infallibilità.
La cattedra pontificia palmariana ha sede presso la cattedrale di Palmar de Troya.

### Lista dei pontefici
| Nome pontificale | Fotografia | Inizio pontificato | Fine pontificato | Nome secolare                           | Luogo di nascita        | Sepoltura                     | № |
| ---------------- | ---------- | ------------------ | ---------------- | --------------------------------------- | ----------------------- | ----------------------------- | - |
| Gregorio XVII    |            | 6 agosto 1978      | 22 marzo 2005    | Clemente Domínguez y Gómez              | Écija, Spagna           | Cattedrale di Palmar de Troya | 1 |
| Pietro II        |            | 22 marzo 2005      | 15 luglio 2011   | Manuel Alonso Corral                    | Cabeza del Buey, Spagna | Cattedrale di Palmar de Troya | 2 |
| Gregorio XVIII   |            | 15 luglio 2011     | 22 aprile 2016   | Sergio María Jesús Hernández y Martinez | Mula, Spagna            | In vita (dimesso)             | 3 |
| Pietro III       |            | 23 aprile 2016     | in carica        | Markus Joseph Odermatt                  | Stans, Svizzera         | In vita                       | 4 |
| Nome pontificale | Fotografia | Inizio pontificato | Fine pontificato | Nome secolare                           | Luogo di nascita        | Sepoltura                     | № |

## Nella cultura di massa
- La storia della Chiesa palmariana è stata ripresa dal regista Javier Palmero nel suo film Manuel y Clemente (1985).
- Il cantante Carlos Cano ha composto una canzone intitolata El Milagro del Palmar, ispirata proprio a questa organizzazione.
- Il gruppo Siniestro Total ha composto una canzone ironica intitolata Ho lasciato il mio cuore in (El Palmar de Troya).
- Il libro "Origin", dello scrittore americano Dan Brown, lega parte della sua trama alla chiesa palmariana[20].